# Kangwon
Kangwon (en coreà: 강원도) és una província de la República Democràtica Popular de Corea, amb la seva capital a Wonsan. Abans de la divisió de Corea en l'any 1945, Kangwon i els seus veïns de Corea del Sud de Gangwon-do eren una sola província de la que Wonsan no formava part.
Les xifres del cens de població realitzat l'any 2005 afirmen que Kangwon posseeix una població formada per 1.474.225 persones. Té una superfície d'11.255 km², que en termes d'extensió és similar a un país com el Líban. La seva densitat poblacional és per tant de 131 habitants per quilòmetre quadrat.